# NGC 4411A
NGC 4411A је спирална галаксија у сазвежђу Девица која се налази на NGC листи објеката дубоког неба.
Деклинација објекта је + 8° 52' 18" а ректасцензија 12h 26m 30,0s. Привидна величина (магнитуда) објекта NGC 4411 износи 12,9 а фотографска магнитуда 13,5. NGC 4411A је још познат и под ознакама NGC 4411-1, IC 3339, UGC 7537, MCG 2-32-48, CGCG 70-74, VCC 905, KCPG 336A, PGC 40695.